# Gran Premi d'Espanya del 1997
Resultats del Gran Premi d'Espanya de Fórmula 1 de la temporada 1997 disputat al circuit de Montmeló el 25 de maig del 1997.

## Classificació
| Pos | No | Pilot                 | Equip                 | Voltes | Temps/ Retirada  | Pos. de sortida | Punts |
| --- | -- | --------------------- | --------------------- | ------ | ---------------- | --------------- | ----- |
| 1   | 3  | Jacques Villeneuve    | Williams - Renault    | 64     | 1h 30' 36. 1     | 1               | 10    |
| 2   | 14 | Olivier Panis         | Prost - Mugen - Honda | 64     | + 5.804 s        | 12              | 6     |
| 3   | 7  | Jean Alesi            | Benetton - Renault    | 64     | + 12.534 s       | 4               | 4     |
| 4   | 5  | Michael Schumacher    | Ferrari               | 64     | + 17.979 s       | 7               | 3     |
| 5   | 16 | Johnny Herbert        | Sauber - Petronas     | 64     | + 27.986 s       | 10              | 2     |
| 6   | 10 | David Coulthard       | McLaren - Mercedes    | 64     | + 29.744 s       | 3               | 1     |
| 7   | 9  | Mika Häkkinen         | McLaren - Mercedes    | 64     | + 48.785 s       | 5               |       |
| 8   | 4  | Heinz-Harald Frentzen | Williams - Renault    | 64     | + 1' 04.139 min. | 2               |       |
| 9   | 12 | Giancarlo Fisichella  | Jordan - Peugeot      | 64     | + 1' 04.767 min. | 8               |       |
| 10  | 8  | Gerhard Berger        | Benetton - Renault    | 64     | + 1' 05.670 min. | 6               |       |
| 11  | 18 | Jos Verstappen        | Tyrrell - Ford        | 63     | + 1 Volta        | 19              |       |
| 12  | 6  | Eddie Irvine          | Ferrari               | 63     | + 1 Volta        | 11              |       |
| 13  | 23 | Jan Magnussen         | Stewart - Ford        | 63     | + 1 Volta        | 22              |       |
| 14  | 17 | Gianni Morbidelli     | Sauber - Petronas     | 62     | + 2 Voltes       | 13              |       |
| 15  | 14 | Jarno Trulli          | Minardi - Hart        | 62     | + 2 Voltes       | 18              |       |
| Ret | 2  | Pedro Diniz           | Arrows - Yamaha       | 53     | Motor            | 21              |       |
| Ret | 11 | Ralf Schumacher       | Jordan - Peugeot      | 50     | Motor            | 9               |       |
| Ret | 22 | Rubens Barrichello    | Stewart - Ford        | 37     | Motor            | 17              |       |
| Ret | 19 | Mika Salo             | Tyrrell - Ford        | 35     | Punxada          | 14              |       |
| Ret | 15 | Shinji Nakano         | Prost - Mugen - Honda | 34     | Caixa canvi      | 16              |       |
| Ret | 1  | Damon Hill            | Arrows - Yamaha       | 17     | Motor            | 15              |       |
| Ret | 20 | Ukyo Katayama         | Minardi - Hart        | 11     | Caixa canvi      | 20              |       |

## Altres
- Pole: Jacques Villeneuve 1' 16. 525
- Volta ràpida: Giancarlo Fisichella 1' 22. 242